# مل تورمی
مل تورمِی (انگلیسی: Mel Tormé؛ ‏ ۱۳ سپتامبر ۱۹۲۵ – ۵ ژوئن ۱۹۹۹) موسیقی‌دان، خواننده، آهنگساز و تنظیم‌کننده اهل ایالات متحده آمریکا بود.
او سازندهٔ آهنگِ ترانهٔ «آواز کریسمس» است و شعر آن را هم به همکاری «رابرت ولز» نوشته است.
از فیلم‌ها یا برنامه‌های تلویزیونی که وی در آن نقش داشته است، می‌توان به فریب‌خورده، ویرجینیایی، شهر دختران و ساینفلد اشاره کرد.